# Michaël I Apafi

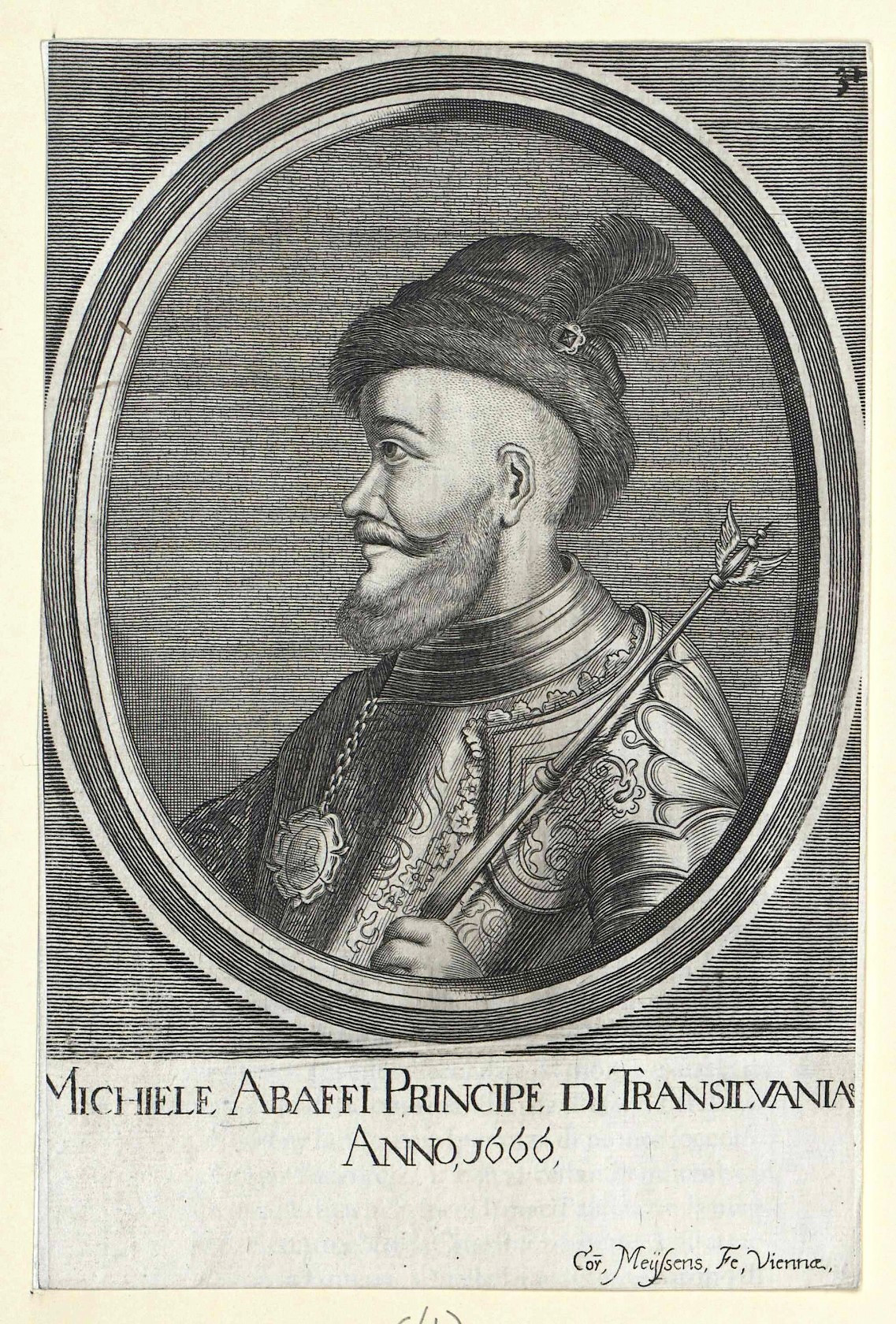
Michaël I Apafi

Michaël I Apafi (Erzsébetváros, 1632 - Fogaras 15 april 1690) was een Hongaars edelman en vorst van Zevenburgen.

## Leven
Hij stamde uit het oude Zevenburgse adelsgeslacht Apafi. In 1653 trouwde hij met de Hongaarse magnatendochter Anna Bornemisza, die - naast zijn kanselier Michaël Teleki - een grote invloed op hem uitoefende. Zelf was hij een eerder zwak heerser van natuur. Tijdens zijn jeugd begeleidde hij vorst George I Rákóczi bij zijn Poolse veldtocht, maar kwam in Tataarse gevangenschap terecht na diens nederlaag in 1658.
In september 1661 werd hij door de Zevenburgse edelen en met de hulp van de Ottomanen verkozen tot vorst van Zevenburgen]. Apafi was een tegenstander van de door de Habsburgers ondersteunde Jan Kemény. Toen deze overleed tijdens de Slag bij Nagyszőllős in 1662 was Apafi dan ook de onbetwiste vorst van Zevenburgen.
Als tegenstander van de Habsburgse keizer Leopold I ondersteunde Apafi de Ottomanen en de Hongaarse rebellen. Na de Turkse nederlaag bij het Beleg van Wenen (1683) probeerde hij zich aan de nieuwe machtsverhoudingen aan te passen en opende hij gesprekken met de keizer. In 1687 volgde hierop een overeenkomst, waarbij Apafi als vorst van Transsylvanië werd bevestigd, maar waarbij hij ook de opperste heerschappij van de Oostenrijkers over zijn land moest erkennen.
In zijn laatste levensjaren kwam Apafi in een depressie terecht, die hij trachtte te ontvluchten door middel van zijn uurwerkenverzameling en in zijn bibliotheek, terwijl er in Transsylvanië oorlog heerste. Hij regeerde tot aan zijn dood in 1690 en werd als vorst van Transsylvanië opgevolgd door zijn zoon Michaël II Apafi, hoewel de door de Ottomanen ondersteunde Imre Thököly eveneens naar het Zevenburgse vorstendom dong. 